# Kirschnerdraht

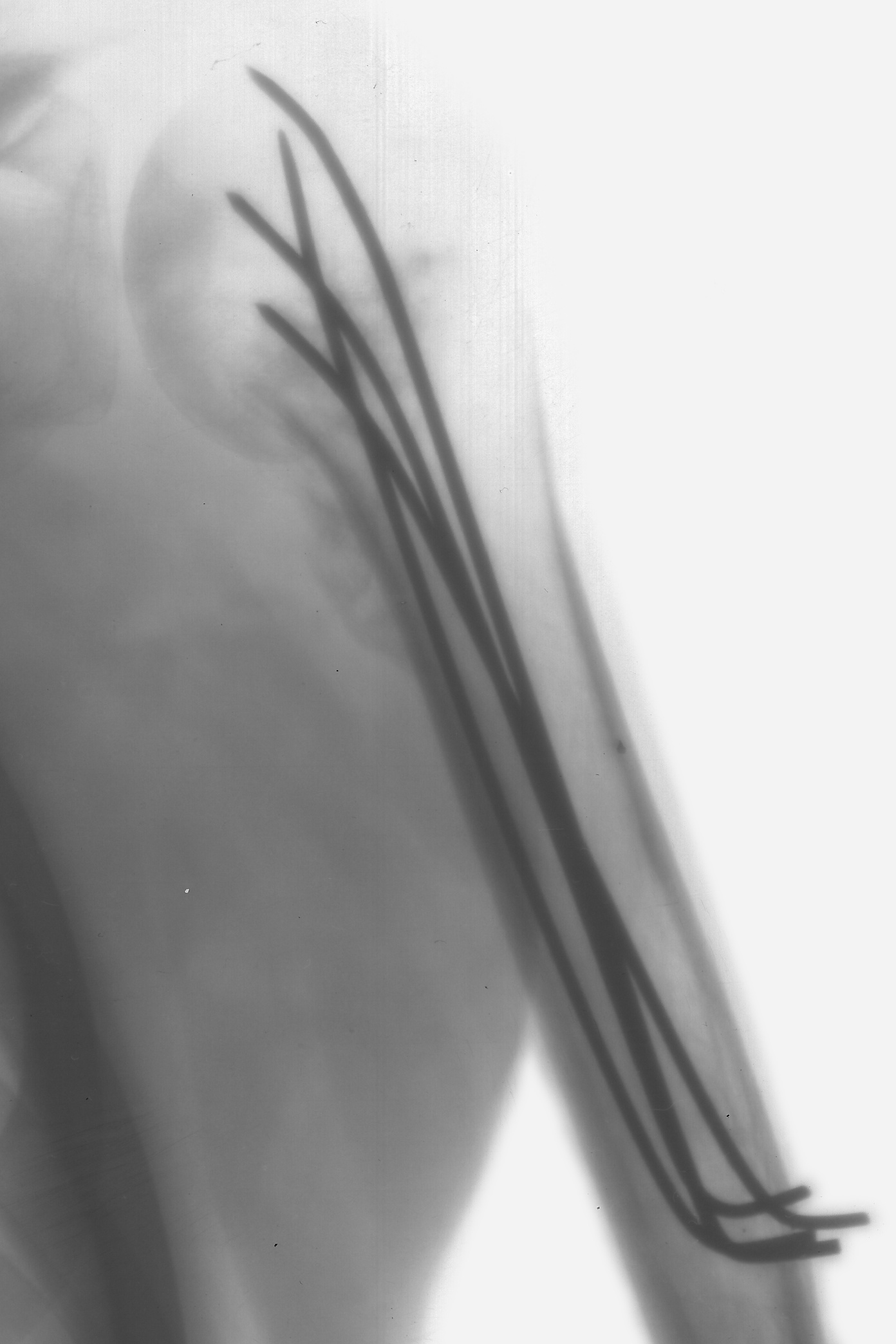
Intraoperative Röntgenaufnahme eines Oberarmknochens, der mit Kirschner-Drähten fixiert ist.

Kirschner-Drähte, auch K-Drähte oder Stifte genannt, sind sterilisierte, geschärfte, glatte Edelstahlstifte. Sie wurden 1909 von Martin Kirschner eingeführt und werden heutzutage weitreichend in der Orthopädie und anderen medizinischen und tierärztlichen Operationen verwendet. Sie sind in verschiedenen Größen erhältlich und werden verwendet, um Knochenfragmente zusammenzuhalten (Stiftfixierung) oder um einen Anker für die skelettale Traktion bereitzustellen. Die Stifte werden oft durch die Haut in den Knochen eingeführt (perkutane Stiftfixierung) mithilfe einer elektrischen oder manuellen Bohrmaschine. Sie sind auch Teil des Ilizarov-Apparats.

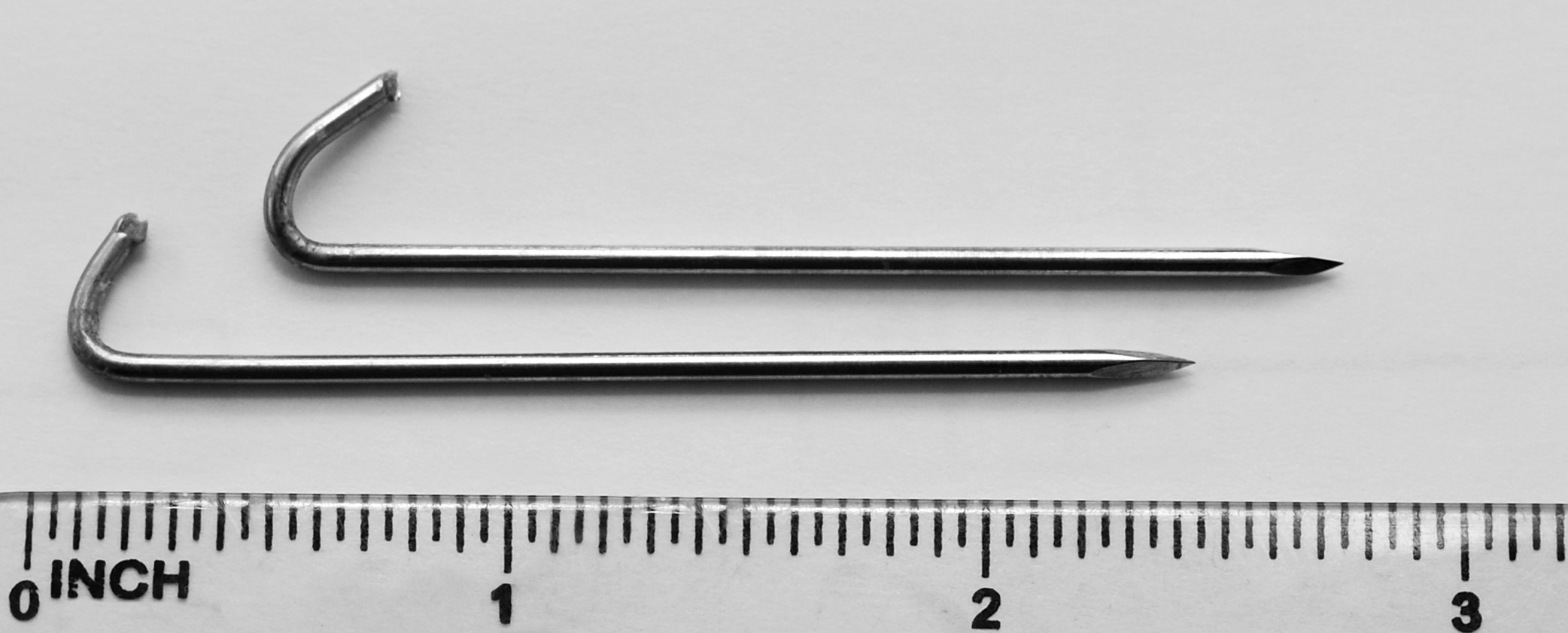
Kirschner-Drähte, die zur Fixierung einer Colles-Fraktur verwendet werden.

## Variationen
- Gewinde-Kirschner-Drähte sind erhältlich. Sie werden in Situationen eingesetzt, in denen ein Herausdrehen des Pins unerwünscht ist, jedoch sind sie von Natur aus schwächer als glatte Kirschner-Drähte.
- "Denham Pins" sind starke, kräftige Drähte mit einem Gewindeabschnitt in der Mitte. Sie werden für die skelettale Traktion verwendet, wobei sich die Gewinde im Knochen verankern. Dieser Pin wurde 1956 vom englischen Orthopäden Robert Arthur Denham (geboren 1922) erfunden.

## Indikationen
- Kirschner-Drähte werden bei einigen Operationen zur vorübergehenden Fixierung verwendet. Nach der endgültigen Fixierung werden sie dann entfernt. Die Pins werden normalerweise vier Wochen nach der Operation entfernt.[1]
- Sie können für eine definitive Fixierung verwendet werden, wenn die Bruchfragmente klein sind (z. B. Handgelenksfrakturen und Verletzungen an der Hand). In einigen Fällen können sie auch für die intramedulläre Fixierung von Knochen wie der Elle verwendet werden.
- Die Spannungsbandverdrahtung ist eine Technik, bei der die Knochenfragmente durch Kirschner-Drähte durchbohrt werden, die dann auch als Anker für eine Schlaufe aus flexiblem Draht dienen. Wenn die Schlaufe angezogen wird, werden die Knochenfragmente zusammengepresst. Frakturen der Kniescheibe und des Olecranon-Prozesses des Ellenbogens werden häufig mit dieser Methode behandelt.
- Ein Draht wird durch die Haut geführt, dann quer durch den Knochen und tritt auf der anderen Seite des Gliedes wieder aus. Der Draht wird dann an eine Form von Zugvorrichtung befestigt, so dass die Zugkraft direkt auf den Knochen ausgeübt wird. Bei der Traktion des Oberschenkels zum Beispiel werden die vorstehenden Enden des Drahtes an den Beinen eines hufeisenförmigen Rahmens befestigt, der die Spannung im Draht aufrechterhält, während der Haken des Hufeisens über Leinen und Rollen mit Gewichten verbunden ist, die die Traktion aufrechterhalten.
- Sie können zur vorübergehenden Immobilisierung von Gelenken verwendet werden.
- Kirschner-Drähte können verwendet werden, um kanülierte Schrauben an eine präzise Position zu führen.

## Komplikationen
- Pin-Trakt-Infektion: Da Kirschner-Drähte oft durch die Haut in den Knochen führen, bilden sie eine potenzielle Passage, durch die Bakterien von der Haut in den Knochen gelangen und eine Infektion verursachen können. In solchen Fällen wird die Umgebung um den Pin herum rot und geschwollen und es kann Eiter abfließen. Normalerweise klingt diese Infektion nach Entfernung des Pins ab.
- Bruch: Kirschner-Drähte können sich biegen oder brechen, besonders wenn der Bruch nicht verheilt.[2]
- Verlust der Fixierung: Glatte Kirschner-Drähte können sich aus dem Knochen herausdrehen und somit die Fixierung verlieren. Dies tritt besonders häufig auf, wenn sie zwischen zwei beweglichen Knochen verlaufen.
- Eine Migration von Kirschner-Drähten kann auftreten; anstatt sich zurückzuziehen, kann sich der Draht tiefer bewegen. Kirschner-Drähte, die über das Akromioklavikulargelenk (AC-Gelenk) in der Schulter geführt werden, wurden gefunden, nachdem sie in die Brust wanderten, wobei die Gefahr besteht, die großen Blutgefäße, die Luftröhre,[3] die Lunge[4] oder das Herz[5] zu durchdringen.

Für die Fixierung von Handfrakturen bleibt die Frage, ob Kirschner-Drähte eingebettet oder aus der Haut herausragen sollten, ein Thema der Diskussion und laufender Forschung.